# Krzysztof Gąsiorowski

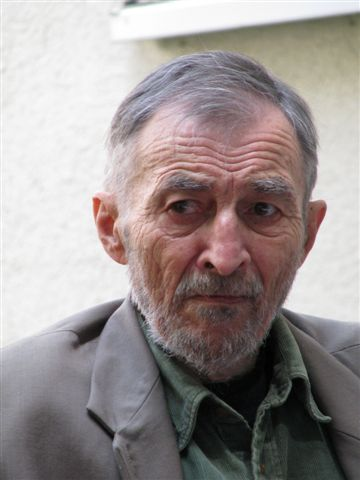
Krzysztof Gąsiorowski, Varșovia, 15 iunie 2008

Krzysztof Gąsiorowski (n. 19 mai 1935, Varșovia - d. 12 ianuarie 2012, Varșovia) a fost un poet, critic literar și eseist polonez. A studiat la facultatea de comunicații a Universității Tehnice din Varșovia. A fost membru al orientării poetice "Hybrydy".
Colecții de poezii:
- Podjęcie bieli (1962)
- Białe dorzecze (1965)
- Tonące morze (1967)
- Wyprawa ratunkowa (1971)
- Wyspa oczywistości (1972)
- Małe rapsody  (1974)
- Bardziej niż ty (1975)
- Wyprawa ratunkowa. Wiersze zebrane (1980)
- Poezje wybrane (1980)
- Z punktu widzenia UFO (1986)
- Milczenie Minotaura  (1990)
- Powrót Atlantów (1992)
- Gemmy w kości policzkowej (1993)
- Milczenie Minotaura  (1994)
- Biedne dwunożne mgły (2001)
- Gongora, mamka bogów (2002)

În calitate de critic literar a publicat:
- Trzeci Człowiek
- Fikcja realna
- Warszawa jako kosmos wewnętrzny
- Norwid, wieszcz-sufler